# Karl Scheidemantel

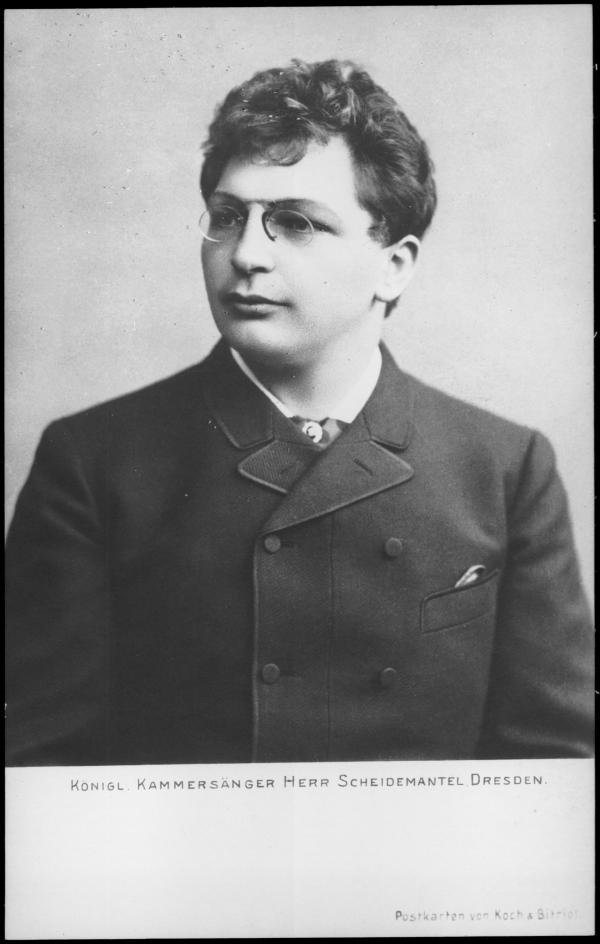
Karl Scheidemantel

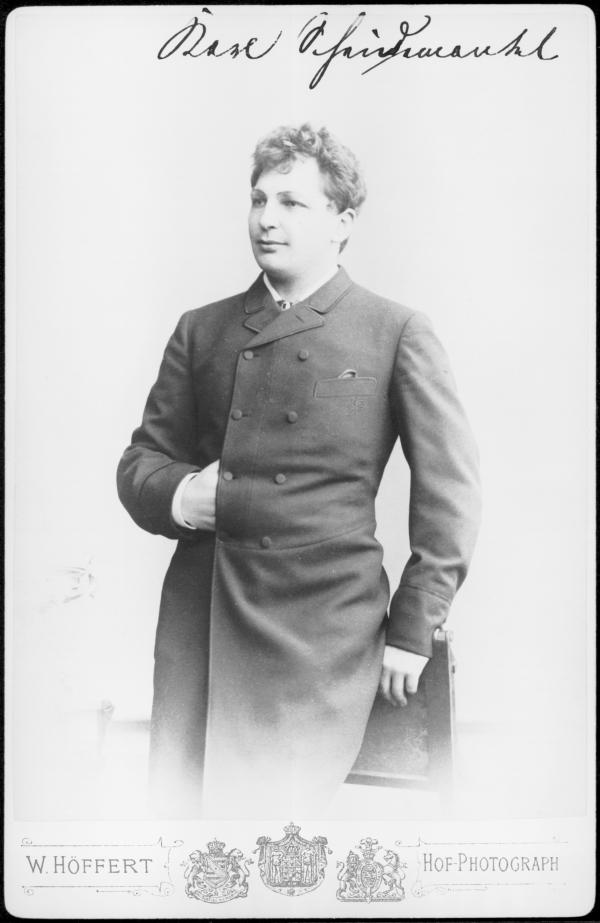
Karl Scheidemantel

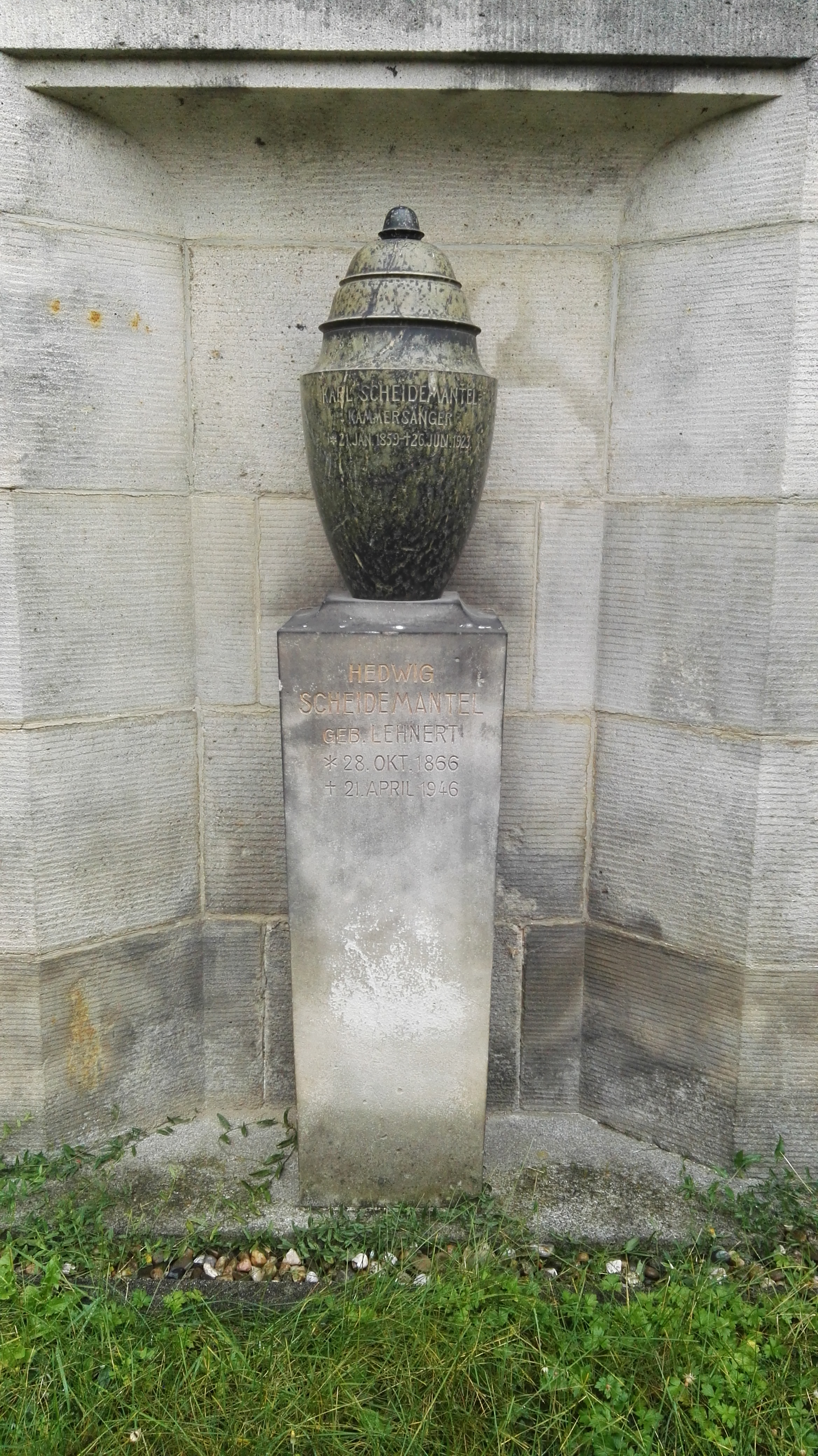
Grabstätte

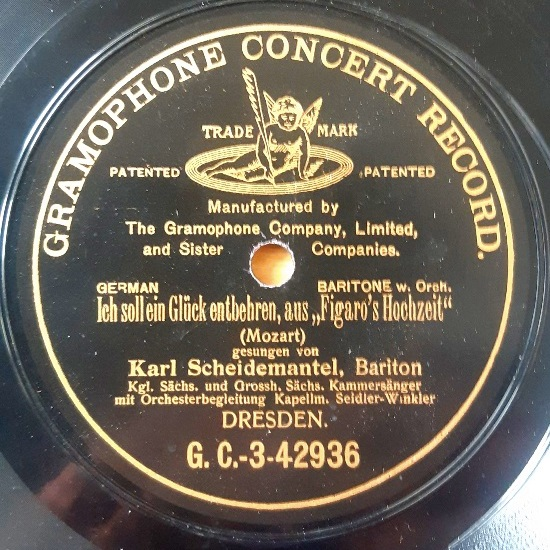
Schallplatte von Karl Scheidemantel (Berlin 1907)

Karl Roderich Scheidemantel (* 29. Januar 1859 in Weimar; † 26. Juni 1923 in Dresden) war ein deutscher Opernsänger (Bariton), -regisseur und -direktor.

## Leben
Der Sohn des Großherzoglichen Hofkunsttischlermeisters Hermann Scheidemantel aus Weimar wurde durch diverse Rollen in Opern von Richard Wagner erfolgreich.
Zu seinen Förderern gehörten Bodo Borchers in Weimar, Julius Stockhausen in Frankfurt am Main sowie Franz Liszt. Er debütierte 1878 am Hoftheater in Weimar, wo er bis 1886 engagiert blieb. Anschließend sang er bis 1911 an der Dresdner Hofoper. 25 Jahre seines Schaffens verbrachte er dort und wurde 1884 zum „Großherzoglich-sächsischen Kammersänger“ ernannt.
Seit 1884 gastierte er in Mailand, London, Wien und Berlin.
Er sang 1886, 1888, 1891 und 1892 bei den Bayreuther Festspielen. Mit Cosima Wagner tauschte er sich über das Geschehen an den Bühnen aus. An großen europäischen Häusern, darunter an der Wiener Hofoper, sang er im April und Mai 1890 die Rollen des Heiling, René (Renato), Zampa, Wolfram, Luna und Sachs. Auch an der Mailänder Scala hatte er 1892 Gastspiele. Zu seinen engsten Freunden gehörte der Sänger Karl Perron.
Scheidemantel kaufte 1891 die Villa am Striesener Platz 8 in Dresden. Im Juni 1897 heiratete er in der Annenkirche die Königliche Hoftheater-Chorsängerin Hedwig Lehnert.
Am 8. Juni 1911 nahm er in Dresden seinen Bühnenabschied in der Rolle des Hans Sachs in Wagners Meistersingern von Nürnberg. Zuvor brillierte er noch in der Uraufführung von Richard Strauss’ Rosenkavalier. Anschließend ging er nach Weimar zurück, wo er sich als Musikpädagoge hervortat. Außerdem war er als Regisseur und auch als Übersetzer von Opern-Libretti tätig.
1920–22 kam er noch einmal nach Dresden als Direktor der Dresdner Oper. Er ist auf dem Urnenhain Tolkewitz (Dresden) beigesetzt.
Karl Scheidemantel hinterließ einige wenige Platten für G&T (Dresden 1902 und Berlin 1907).
Sein Bruder war der Germanist Eduard Scheidemantel.

## Ehrungen
Zu seinen Ehren wurde in Dresden die Scheidemantelstraße benannt.

## Rollen  (Auswahl)
- Hans Heiling – Hans Heiling (Heinrich Marschner)
- Wolfram – Tannhäuser und der Sängerkrieg auf der Wartburg (Richard Wagner)
- Hans Sachs – Die Meistersinger von Nürnberg (Richard Wagner)
- Hans Sachs – Hans Sachs (Albert Lortzing)
- Amfortas – Parsifal (Richard Wagner)
- Herr von Faninal – Der Rosenkavalier (Richard Strauss)
- Graf René – Un ballo in maschera (Giuseppe Verdi)
- Zampa – Zampa (Louis Hérold)
- Conte di Luna – Il trovatore (Giuseppe Verdi)

Im Buch über Karl Scheidemantel werden etwa 170 Rollen genannt.

## Schriften
als Autor
- Stimmbildung.
- Pechvogel und Lachtaube. Pantomimisches Tanz-Märchen (Musik von Georg Pittrich).

als Komponist
- O Liebe, deine Gedanken, für Stimme und Klavier
- Weil auf mir, du dunkles Auge, für Stimme und Klavier
- Willkommene Ruhe, für Stimme und Klavier[1]

als Herausgeber
- Meisterweisen. Lieder und Gesänge aus alter und neuer Zeit. Ernst Eulenburg, Leipzig 1913 (2 Bde.)

als Übersetzer
- Wolfgang Amadeus Mozart: Don Giovanni.